# Robbsia andropogonis
Robbsia andropogonis ist eine Bakterienart. Bis zum Jahr 2017 wurde sie unter den Namen Burkholderia andropogonis geführt. Es handelt sich um einen Pflanzenschädling.

## Erscheinungsbild
Die Zellen von Robbsia andropogonis sind stäbchenförmig mit abgerundeten Enden. Das Bakterium ist meist mit einer einzelnen Flagelle begeißelt, manchmal treten auch Zellen mit 2 Flagellen auf. Die Flagellen sind von einer Membran umhüllt (sheathed flagellum), ein außergewöhnliches Merkmal. Die Länge der Zellen liegt zwischen 1 und 2 μm, die Breite zwischen 0,5 und 0,7 μm.

## Wachstum und Stoffwechsel
Robbsia andropogonis ist streng aerob, benötigt also Sauerstoff. Die Art benutzen die Atmung zur Energiegewinnung. Als terminalen Sauerstoffakzeptator wird hierbei Sauerstoff genutzt. Dies entspricht der "normalen" Atmung, wie sie bei den meisten Eukaryonten abläuft. Der Katalase-Test verläuft positiv.

## Systematik
Bis 2017 wurde die Art Robbsia andropogonis  als Burkholderia andropogonis geführt. Genetische Untersuchungen führten zu der Trennung von der Gattung Burkholderia und der Neugründung der Gattung Robbsia. Zurzeit (Mai 2021) ist sie die einzige Art dieser Gattung. Robbisa wird zu der Familie der Burkholderiaceae gestellt. Diese zählt zu der Abteilung der Proteobakterien, und hier zu der Klasse der Betaproteobacteria.
R. andropogonis war zunächst die einzige Art in der Gattung Robbsia, bis 2023 Shi et al. eine zweite Art „Robbsia betulipollinis“ fanden.

## Namensherkunft
Der Gattungsname Robbsia wurde zu Ehren Charles Frederick Robbs gewählt, einem Bakteriologen, der in Brasilien Pionierarbeit in der bakteriellen Pflanzenpathologie leistete. Der Artname R. andropogonis bezieht sich auf die zu den Süßgräsern zählende Pflanzengattung Andropogon, Robbsia andropogonis ist pathogen (krankheitserregend) für einige Pflanzenarten.

## Pathogenität
Stämme von Robbsia andropogonis sind in der Lage, Rhizobitoxin zu synthetisieren, ein Phytotoxin, das Blattchlorose verursachen kann.
Das Bakterium ist pathogen für einige Pflanzen, so für Sorghumhirsen, Mais, Klee und für die zu den Leguminosen zählende Pflanze Stizolobium deeringianum. Des Weiteren wurde Befall von verschiedenen Orchideenarten beobachtet, wie z. B. bei den Gattungen Odontoglossum, Odontioda, Odontocidium, Vuylstekeara und Calanthe.
Außerdem ist das Bakterium ein Erreger von Blattfleckenläsionen bei Hartholzstecklingen der Amerikanische Heidelbeere.